# رسالة الانتحار
مذكرة الانتحار أو رسالة الانتحار أو مذكرة الموت هي الرسالة التي يتركها الأشخاص اللذين يرتكبون الانتحار أو اللذين ينوون ارتكابه خلفهم.
إنه من المقدر أن نسبة 25–30% من عمليات الانتحار تكون مصحوبة برسائل انتحار. وبحسب غلدر ومايوو وغيدس في 2005 فإن واحد من كل ستة منتحرين يترك خلفه رسالة انتحار.

## روابط خارجية
- A collection of suicide notes and letters
- Famous suicide notes—dying words of famous people
- 13 Page Suicide Note